# Henri Meilhac
Henri Meilhac (21 de febrero de 1831-París, 6 de julio de 1897) fue un autor dramático, libretista de operetas y ópera francés. 
Estudió en el Collège Louis-le-Grand y, después, se puso a trabajar en una librería. Trabajó seguidamente como diseñador para el "Journal pour rire", de 1852 a 1855 firmando con el pseudónimo de Thalin, además de colaborar con artículos en diversas revistas.
Con Ludovic Halévy, al que conoció en 1860, comienza una colaboración que duraría más de veinte años, y durante la cual escribieron los más célebres libretos para las operetas de Jacques Offenbach: La Belle Hélène (1864); La vie parisienne(1866); La Grande-Duchese de Gérolstein (1867); y La Périchole (1868). Asimismo escribieron el libreto de Carmen de Georges Bizet (1875). Fue el autor de los libretos de Charles Lecocq y de Florimond Ronger, llamado Hervé.
Ambos compusieron vodeviles y comedias: Les Brebis de Panurge (1863); Fanny Lear (1868); Froufrou (1869); Tricoche et Cacolet (1872); Le prince (1876); La Cigale (1877); Le Mari de la débutante (1879).
La colaboración de ambos terminó en 1881. Meilhac, no obstante, participó en la confección de otros libretos con otros coautores como ocurre con Mam’zelle Nitouche (1883), escrito con Albert Millaud (1844) y Manon de Jules Massenet escrito con Philippe Gille. También ayudó a Georges Feydeau en sus comienzos.
Fue nombrado miembro de la Academia francesa el 26 de abril de 1888, ocupó el sillón n.º 15, sucediendo a Eugène Labiche

## Obras
- 1856
  - La Sarabande du cardinal, comedia en 1 acto con canciones, estrenada en el Théâtre du Palais-Royal el 29 de mayo de 1856.
  - Satania, comedia en 2 actos con canciones, estrenada en el Théâtre du Palais-Royal el 10 de octubre de 1856.
  - Garde-toi, je me garde, vodevil en 2 actos, estrenado en el Théâtre du Palais-Royal.

- 1857
  - Le copiste, comedia en 1 acto y en prosa, estrenada en el Théâtre du Gymnase el 3 de agosto de 1857.

- 1858
  - Péché caché, ou A quelque chose malheur est bon, comedia en 1 acto, estrenada en el Théâtre du Palais-Royal el 11 de enero de 1858.
  - L'autographe, comedia en 1 acto, estrenada en el Théâtre du Gymnase le 27 de noviembre de 1858.

- 1859
  - Un petit-fils de Mascarille, comedia en 5 actos y en prosa, estrenada en el Théâtre du Gymnase el 8 de octubre de 1859.
  - Le retour de l'Italie, estrenada en el Théâtre du Gymnase el 14 de agosto de 1859.

- 1860
  - Ce qui plaît aux hommes, comedia en 1 acto, con fragmentos en prosa, verso y canciones (con Ludovic Halévy), estrenada en el Théâtre des Variétés le 6 de octubre de 1860.
  - Une heure avant l'ouverture, prólogo en 1 acte, con canciones, estrenada en el Théâtre du Vaudeville le 31 de diciembre de 1860.
  - L'étincelle, comedia en un acto en prosa, estrenada en el Théâtre du Vaudeville le 31 de diciembre de 1860.

- 1861
  - Le menuet de Danaë, comedia-vodevil en 1 acto (con Ludovic Halévy, estrenada en el Théâtre des Variétés el 20 de abril de 1861.
  - La vertu de Célimène, comedia en 5 actos, estrenada en el Théâtre du Gymnase el 1 de mayo de 1861.
  - L'attaché d'ambassade, comedia en 3 actos, esrenada en el Théâtre du Vaudeville en octubre de 1861 (el libreto sirvió de base para la opereta La Veuve joyeuse, libreto de Leo Stein y Victor Léon, música de Franz Lehár).
  - Le café du roi, ópera cómica en 1 acto, música de Louis Deffès.

- 1862
  - L'échéance, comedia en 1 acto (con Arthur Delavigne), estrenada en el Théâtre du Gymnase el 15 de marzo de 1862.
  - Les moulins à vent, comedia en 3 actos con canciones (con Ludovic Halévy), estrenada en el Théâtre des Variétés el 22 de febrero de 1862.
  - Les brebis de Panurge, comedia en 1 acto en prosa (con Ludovic Halévy), estrenada en el Théâtre du Vaudeville el 24 de noviembre de 1862.
  - La clé d Métella, comedia en 1 acto en prosa (con Ludovic Halévy), estrenada en el Théâtre du Vaudeville le 24 de noviembre de 1862.

- 1863
  - Les Bourguignonnes, ópera cómica en 1 acto, música de Louis Deffès, estrenada en la Opéra-Comique el 16 de julio de 1861.
  - Le Brésilien, música de Jacques Offenbach, estrenada el 9 de mayo de 1863 en el Théâtre du Palais-Royal
  - Le train de minuit, comedia en 2 actos (con Ludovic Halévy), estrenada en el Théâtre du Gymnase le 15 de junio de 1863.

- 1864
  - La belle Hélène, ópera bufa en 3 actos (con Ludovic Halévy), música de Jacques Offenbach, estrenada le 17 de diciembre de 1864 en el Théâtre des Variétés.
  - Néméa, ou l'Amour vengé, ballet pantomima en 2 actos (con Ludovic Halévy y Arthur Saint-Léon), música de Léon Minkus, estrenado en la Ópera de París el 11 de julio de 1864.
  - Les curieuses, comedia en 1 acto (con Arthur Delavigne), estrenada en el Théâtre du Gymnase el 17 de octubre de 1864.
  - Le photographe, comedia en 1 acto (con Ludovic Halévy), estrenada en el Théâtre du Palais-Royal el 24 de diciembre de 1864.

- 1865
  - Fabienne, comedia en 3 actos, estrenada en el Théâtre du Gymnase el 1 de septiembre de 1865.
  - Le singe de Nicolet, comedia en 1 acto con canciones (con Ludovic Halévy), estrenada en el Théâtre des Variétés el 29 de enero de 1865.
  - Les méprises de Lambinet, comedia en 1 acto con canciones (con Ludovic Halévy), estrenada en el Théâtre des Variétés el 3 de diciembre de 1865.

- 1866
  - Barbe Bleue, opéra bouffe en 3 actos y 4 cuadros (con Ludovic Halévy), música de Jacques Offenbach, estrenada en el Théâtre des Variétés el 5 de febrero de 1866.
  - José Maria, ópera cómica en 3 actos (con Eugène Cormon), música de Jules Cohen, estrenada en la Opéra-Comique el 16 de julio de 1866.
  - La vie parisienne, opéra bouffe en 5 actos (con Ludovic Halévy]), música de Jacques Offenbach, estrenada el 31 de octubre de 1866 en el Théâtre du Palais-Royal.

- 1867
  - La Grande-Duchesse de Gérolstein, opéra bouffe en 3 actos y 4 cuadros (con Ludovic Halévy), música de Jacques Offenbach, estrenada en el Théâtre des Variétés el 12 de abril de 1867.
  - Tout pour les dames !, comedia vodevil en 1 acto (con Ludovic Halévy), estrenada en el Théâtre des Variétés el 8 de septiembre de 1867.

- 1868
  - L'élixir du docteur Cornelius, (con Arthur Delavigne), música de Émile Durand, estrenada en el Fantaisies-parisiennes le 3 de febrero de 1868.
  - La pénitente, ópera cómica en 1 acto (con William Busnach), música de Mme de Grandval, estrenada en el Opéra-Comique el 13 de marzo de 1868.
  - Le château à Toto, ópera bufa en 3 actos (con Ludovic Halévy), música de Jacques Offenbach, estrenada en el Théâtre du Palais-Royal el 6 de mayo de 1868.
  - Garde-toi, je me garde, comedia en 1 acto con canciones, repuesta en el Théâtre des Variétés el 28 de junio de 1868 (estrenada en el Théâtre du Palais-Royal en 1856).
  - Fanny Lear, comedia en 5 actos (con Ludovic Halévy), estrenada en el Théâtre du Gymnase el 13 de agosto de 1868.
  - La Périchole, ópera bufa en 2 actos (con Ludovic Halévy), música de Jacques Offenbach, estrenada en el Théâtre des Variétés el 6 de octubre de 1868.
  - Suzanne et les deux vieillards, comedia en 1 acto, estrenada en el Théâtre du Gymnase el 10 de octubre de 1868.
  - Le bouquet, comedia en 1 acto (con Ludovic Halévy), estrenada en el Théâtre du Palais-Royal el 23 de octubre de 1868.

- 1869
  - Vert-Vert, ópera cómica en 3 actos (con Charles Nuitter), música de Jacques Offenbach, estrenada en el Opéra-Comique el 10 de marzo de 1869.
  - La diva, ópera bufa en 3 actos (con Ludovic Halévy), música de Jacques Offenbach, estrenada en el Bouffes Parisiens el 22 de marzo de 1869.
  - Froufrou, comedia (con Ludovic Halévy).
  - L'homme à la clé, comedia en 1 acto (con Ludovic Halévy), estrenada en el Théâtre des Variétés el 11 de agosto de 1869.
  - Les brigands, ópera bufa en 3 actos (con Ludovic Halévy), música de Jacques Offenbach, estrenada en el Théâtre des Variétés el 10 de diciembre de 1869.

- 1871
  - Tricoche et Cacolet, vodevil en 5 actos (con Ludovic Halévy), estrenado en el Théâtre du Palais-Royal el 6 de diciembre de 1871.

- 1872
  - Madame attend Monsieur, comedia en 1 acto (con Ludovic Halévy), estrenada en el Théâtre des Variétés el 8 de febrero de 1872.
  - Le réveillon, comedia en 3 actos (con Ludovic Halévy), estrenada en el Théâtre du Palais-Royal el 10 de septiembre de 1872.
  - Les sonnettes, comedia en 1 acto en prosa (con Ludovic Halévy), estrenada en el Théâtre des Variétés el 15 de noviembre de 1872.

- 1873
  - Le roi Candaule, comedia en 1 acto en prosa (con Ludovic Halévy), estrenada en el Théâtre du Palais-Royal el 9 de abril de 1873.
  - L’été de la Saint-Martin, comedia en 1 acto en prosa (con Ludovic Halévy), estrenada en la Comédie Française el 1 de julio de 1873.
  - Toto chez Tata, comedia en 1 acto (con Ludovic Halévy), estrenada en el Théâtre des Variétés el 25 de agosto de 1873.

- 1874
  - La petite marquise, comedia en 3 actos (con Ludovic Halévy), estrenada en el Théâtre des Variétés el 13 de febrero de 1874.
  - La mi-carême, vodevil en 1 acto (con Ludovic

Halévy) ; L'ingénue, comedia en 1 acto (con Ludovic Halévy), estrenada en el Théâtre des Variétés el 24 de septiembre de 1874.
- - La veuve, comedia en 3 actos (con Ludovic Halévy), estrenada en el Théâtre du Gymnase el 5 de noviembre de 1874.
  - La boule, comedia en 4 actos (con Ludovic Halévy), estrenada en el Théâtre du Palais-Royal el 24 de noviembre de 1874.

- 1875
  - La Opera Carmen, drama lírico en cuatro actos (con Ludovic Halévy), música de Georges Bizet, estrenado en el Opéra-Comique el 3 de marzo de 1875.
  - Le Passage de Vénus, lección de astronomía en 1 acto (con Ludovic Halévy), estrenada en el Théâtre des Variétés el 4 de mayo de 1875.
  - La boulangère a des écus, ópera bufa en 3 actos (con Ludovic Halévy), música de Jacques Offenbach, estrenada en el Théâtre des Variétés el 5 de agosto de 1875.

- 1876
  - Loulou, vodevil en 1 acto (con Ludovic Halévy), estrenado en el Théâtre du Palais-Royal el 31 de marzo de 1876.
  - Le prince, comedia en 4 actos (con Ludovic Halévy), estrenada en el Théâtre du Palais-Royal el 25 de noviembre de 1876.
  - Paturel, comedia en 1 acto.

- 1877
  - La cigale, comedia en 3 actos (con Ludovic Halévy), estrenada en el Théâtre des Variétés el 6 de octubre de 1877.
  - Le fandango, ballet pantomima en 1 acto (con Ludovic Halévy y Louis Mérante), estrenada en el Opéra Garnier el 26 de noviembre de 1877.

- 1878
  - Le petit duc, ópera cómica en 3 actos (con Ludovic Halévy), música de Charles Lecocq, estrenada en el Théâtre de la Renaissance el 25 de enero de 1878.
  - La cigarette, comedia en 1 acto (con Charles Narrey), estrenada en el Gymnase-dramatique el 20 de abril de 1878.

- 1879
  - Le Mari de la débutante, comedia en 4 actos (con Ludovic Halévy), estrenada en el Théâtre du Palais-Royal el 5 de febrero de 1879.
  - Le petit hôtel, comedia en 1 acto en prosa (con Ludovic Halévy), estrenada en la Comédie Française el 21 de febrero de 1879.
  - La petite mademoiselle, ópera cómica en 3 actos (con Ludovic Halévy), música de Charles Lecocq, estrenada en el Théâtre de la Renaissance el 12 de abril de 1879.
  - Lolotte, comedia en 1 acto (con Ludovic Halévy), estrenada en el Théâtre du Vaudeville el 4 de octubre de 1879.

- 1880
  - La petite mère, comedia en 3 actos (con Ludovic Halévy), estrenada aen el Théâtre des Variétés el 6 de marzo de 1880
  - Nina la tueuse, comedia en 1 acto en verso (con Jacques Redelsperg), estrenada en el Théâtre du Gymnase el 2 de octubre de 1880

- 1881
  - Janot, ópera cómica en 3 actos (con Ludovic Halévy), música de Charles Lecocq, estrenada en el Théâtre de la Renaissance el 22 de enero de 1881.
  - La roussote, música de Florimond Ronger Hervé, libreto de Ludovic Halévy, Henri Meilhac y Albert Milhaud, estrenada en el Théâtre des Variétés el 28 de enero de 1881.
  - Le mari à Babette, comedia en 3 actos (con Philippe Gille), estrenada en el Théâtre du Palais-Royal el 31 de diciembre de 1881.

- 1882
  - Madame le diable, opereta fantástica en 4 actos y 12 cuadros con un prólogo (con Arnold Mortje (Mortier), música de Gaston Serpette, estrenada en el Théâtre de la Renaissance el 4 de abril de 1882

- 1883
  - Mam'zelle Nitouche, comedia vodevil en 3 actos (con Albert Millaud), música de Florimond Ronger, estrenada en el Théâtre des Variétés ewl 26 de enero de 1883.
  - Le nouveau régime, comedia en 1 acto (con Jules Prével), estrenada en el Théâtre du Gymnase el 11 de mayo de 1883.
  - Ma camarade, pieza en 5 actos (con Philippe Gille), esrenada en el Théâtre du Palais-Royal el 9 de octubre de 1883.

- 1884
  - Manon, ópera cómica en 5 actos y 6 cuadros (con Philippe Gille), música de Jules Massenet, estrenada en el Opéra-Comique el 19 de enero de 1884.
  - Le cosaque (con Albert Millaud y Ernest Blum), música de Florimond Ronger, estrenada en el Théâtre des Variétés el 26 de enero de 1884.
  - La duchesse Martin, comedia en 1 acto, estrenada en la Comédie Française el 16 de mayo de 1884
  - Rip, ópera cómica en 3 actos (con Philippe Gille y Henry Brougham Farnie), música de Robert Planquette, estrenada en el Folies-dramatiques el 11 de noviembre de 1884.

- 1886
  - Les demoiselles Clochart
  - Gotte, comedia en 4 actos, estrenada en el Théâtre du Palais-Royal el 2 de diciembre de 1886.

- 1887
  - La lettre de Toto, monólogo en verso.

- 1888
  - Décoré, comedia en 3 actos, estrenada en el Théâtre des Variétés el 27 de enero de 1888.
  - Pepa, comedia en 3 actos (con Louis Ganderax), estrenada en la Comédie Française el 31 de octubre de 1888.

- 1889
  - Le train de minuit.

- 1890
  - Margot, comedia en 3 actos, estrenada en la Comédie Française el 18 de enero de 1890.
  - Ma cousine, comedia en 3 actos, estrenda en el Théâtre des Variétés el 27 de octubre de 1890.

- 1891
  - M. l'Abbé

- 1892
  - Brevet supérieur

- 1893
  - Kassya, ópera en 5 actos (con Philippe Gille, después Leopold von Sacher-Masoch), música de Léo Delibes, estrenada en el Opéra-Comique el 13 de marzo de 1893.

- 1894
  - Villégiature, comedia en 1 acto, estrenada en el Théâtre du Vaudeville el 15 de enero de 1894.